# Dacien de Milan
Pour les articles homonymes, voir Dacien (homonymie).
Saint Dacien ou Dace (en latin : Datius) († 552) est un évêque de Milan. Il se montre le ferme soutien du Pape Vigile pour la défense de la foi compromise par l'empereur. Il se fête le 14 janvier.

## Biographie
Procope, dans son Histoire secrète de Justinien, évoque un message que Datius, évêque de Milan, aurait adressé à Bélisaire en 539[réf. à confirmer]

## Liens
- Notices dans des dictionnaires ou encyclopédies généralistes :   - Deutsche Biographie
  - Dizionario biografico degli italiani
- Notices d'autorité :   - VIAF
  - GND